# West Lindsey
West Lindsey este un district ne-metropolitan din Regatul Unit, situat în comitatul Lincolnshire din regiunea East Midlands, Anglia.

## Orașe în cadrul districtului
- Gainsborough
- Caistor
- Market Rasen

1. ↑   https://ons.maps.arcgis.com/home/item.html?id=a79de233ad254a6d9f76298e666abb2b Lipsește sau este vid: |title= (ajutor)